# Liga Nacional de Baloncesto 2017
La temporada 2017 de la Liga Nacional de Baloncesto fue la duodécima temporada de la historia de la competición dominicana de baloncesto. La temporada regular contó con 80 partidos en general (20 por equipo), esta comenzó el miércoles 24 de mayo de 2017 y finalizó el martes 11 de julio de 2017. La fase semifinal de la temporada, el Round Robin comenzó el miércoles 12 de julio de 2017 y terminó el jueves 3 de agosto de 2017, mientras que la Serie Final inició el domingo 6 de agosto y terminó el miércoles 16 de agosto de 2017, cuando los Metros de Santiago se coronaron campeones de la liga al derrotar a los Leones de Santo Domingo 4-1 en la serie final.
La temporada fue dedicada a la leyenda del baloncesto dominicano Vinicio Muñoz.

## Temporada regular
La temporada regular comenzó el miércoles 24 de mayo de 2017 con el partido inaugural entre los campeones Leones de Santo Domingo recibiendo a los subcampeones Metros de Santiago en el Polideportivo San Carlos. La temporada regular terminará el martes 11 de julio de 2017 con un partido entre los Reales de La Vega recibiendo a los Huracanes del Atlántico en el Palacio de los Deportes Fernando Teruel.

### Clasificaciones
| Circuito Norte | Circuito Norte                     | Circuito Norte | Circuito Norte | Circuito Norte | Circuito Norte | Circuito Norte | Circuito Norte | Circuito Norte | Circuito Norte |
| Pos.           | Equipo                             | PJ             | G              | P              | %              | PD             | Casa           | Fuera          | Pts            |
| -------------- | ---------------------------------- | -------------- | -------------- | -------------- | -------------- | -------------- | -------------- | -------------- | -------------- |
| 1              | Metros de Santiago                 | 20             | 15             | 5              | .750           | -              | 9-1            | 6-4            | 35             |
| 2              | Indios de San Francisco de Macorís | 20             | 13             | 7              | .650           | 2              | 7-3            | 6-4            | 33             |
| 3              | Huracanes del Atlántico            | 20             | 12             | 8              | .600           | 3              | 7-3            | 5-5            | 32             |
| 4              | Reales de La Vega                  | 20             | 8              | 12             | .400           | 7              | 5-5            | 3-7            | 28             |

| Circuito Sureste | Circuito Sureste              | Circuito Sureste | Circuito Sureste | Circuito Sureste | Circuito Sureste | Circuito Sureste | Circuito Sureste | Circuito Sureste | Circuito Sureste |
| Pos.             | Equipo                        | PJ               | G                | P                | %                | PD               | Casa             | Fuera            | Pts              |
| ---------------- | ----------------------------- | ---------------- | ---------------- | ---------------- | ---------------- | ---------------- | ---------------- | ---------------- | ---------------- |
| 1                | Cañeros del Este              | 20               | 11               | 9                | .550             | -                | 7-3              | 4-6              | 31               |
| 2                | Leones de Santo Domingo       | 20               | 9                | 11               | .450             | 2                | 5-5              | 4-6              | 29               |
| 3                | Titanes del Distrito Nacional | 20               | 7                | 13               | .350             | 4                | 5-5              | 2-8              | 27               |
| 4                | Soles de Santo Domingo Este   | 20               | 5                | 15               | .250             | 6                | 3-7              | 2-8              | 25               |

|  | Clasificados al Round Robin |

Fuente: Posiciones

### Estadísticas individuales

#### Puntos
| Pos. | Jugador           | Equipo                             | Partidos | Puntos | Promedio |
| ---- | ----------------- | ---------------------------------- | -------- | ------ | -------- |
| 1    | Gerardo Suero     | Indios de San Francisco de Macorís | 19       | 523    | 27.5     |
| 2    | Trey Gilder       | Cañeros del Este                   | 14       | 337    | 24.1     |
| 3    | Terrance Woodbury | Titanes del Distrito Nacional      | 12       | 248    | 20.7     |
| 4    | Manuel Guzmán     | Soles de Santo Domingo Este        | 20       | 404    | 20.2     |
| 5    | Edward Santana    | Titanes del Distrito Nacional      | 19       | 369    | 19.2     |

#### Rebotes
| Pos. | Jugador          | Equipo                             | Partidos | Rebotes | Promedio |
| ---- | ---------------- | ---------------------------------- | -------- | ------- | -------- |
| 1    | Jonathan Araujo  | Leones de Santo Domingo            | 19       | 202     | 10.6     |
| 2    | Brian Williams   | Titanes del Distrito Nacional      | 13       | 119     | 9.2      |
| 3    | Terrence Shannon | Indios de San Francisco de Macorís | 16       | 142     | 8.9      |
| 4    | Edward Santana   | Titanes del Distrito Nacional      | 19       | 164     | 8.6      |
| 5    | M. J. Rhett      | Leones de Santo Domingo            | 19       | 148     | 7.8      |

#### Asistencias
| Pos. | Jugador           | Equipo                             | Partidos | Asistencias | Promedio |
| ---- | ----------------- | ---------------------------------- | -------- | ----------- | -------- |
| 1    | Juan Coronado     | Reales de La Vega                  | 14       | 91          | 6.5      |
| 2    | Adris de León     | Metros de Santiago                 | 18       | 100         | 5.6      |
| 3    | Juan Miguel Suero | Indios de San Francisco de Macorís | 19       | 105         | 5.5      |
| 4    | Patrick Miller    | Leones de Santo Domingo            | 14       | 74          | 5.3      |
| 5    | Elías Solimán     | Cañeros del Este                   | 20       | 103         | 5.2      |

#### Robos
| Pos. | Jugador           | Equipo                             | Partidos | Robos | Promedio |
| ---- | ----------------- | ---------------------------------- | -------- | ----- | -------- |
| 1    | Juan Miguel Suero | Indios de San Francisco de Macorís | 19       | 42    | 2.2      |
| 2    | Manuel Fortuna    | Leones de Santo Domingo            | 20       | 42    | 2.1      |
| 3    | Aaron Jones       | Huracanes del Atlántico            | 10       | 18    | 1.8      |
| 4    | Kelly Beidler     | Cañeros/Huracanes                  | 20       | 35    | 1.8      |
| 5    | Gerardo Suero     | Indios de San Francisco de Macorís | 19       | 31    | 1.6      |
| 5    | Jaison Valdez     | Huracanes del Atlántico            | 19       | 31    | 1.6      |

#### Tapones
| Pos. | Jugador            | Equipo                  | Partidos | Tapones | Promedio |
| ---- | ------------------ | ----------------------- | -------- | ------- | -------- |
| 1    | Tony Mitchell      | Metros de Santiago      | 8        | 16      | 2.0      |
| 2    | Ángel Núñez        | Metros de Santiago      | 10       | 15      | 1.5      |
| 3    | Augustine Okosun   | Reales de La Vega       | 18       | 26      | 1.4      |
| 4    | Aaron Jones        | Huracanes del Atlántico | 10       | 13      | 1.3      |
| 5    | Miguel Evangelista | Cañeros del Este        | 18       | 23      | 1.3      |

#### Porcentaje de tiros de campo
| Pos. | Jugador          | Equipo                             | Partidos | TCA | TCI | Porcentaje |
| ---- | ---------------- | ---------------------------------- | -------- | --- | --- | ---------- |
| 1    | Robert Glenn     | Metros de Santiago                 | 20       | 146 | 231 | 63.20%     |
| 2    | Ollie Bailey     | Reales de La Vega                  | 20       | 144 | 243 | 59.26%     |
| 3    | Trey Gilder      | Cañeros del Este                   | 14       | 118 | 201 | 58.71%     |
| 4    | Augustine Okosun | Reales de La Vega                  | 18       | 64  | 110 | 58.18%     |
| 5    | Terrence Shannon | Indios de San Francisco de Macorís | 16       | 90  | 156 | 57.69%     |

#### Porcentaje de triples
| Pos. | Jugador           | Equipo                             | Partidos | 3PA | 3PI | Porcentaje |
| ---- | ----------------- | ---------------------------------- | -------- | --- | --- | ---------- |
| 1    | Ashton Gibbs      | Indios de San Francisco de Macorís | 15       | 44  | 86  | 51.16%     |
| 2    | Manuel Guzmán     | Soles de Santo Domingo Este        | 20       | 24  | 51  | 47.06%     |
| 3    | Terrance Woodbury | Titanes del Distrito Nacional      | 12       | 32  | 72  | 44.44%     |
| 4    | Reyson Beato      | Reales de La Vega                  | 20       | 42  | 98  | 42.86%     |
| 5    | Adris de León     | Metros de Santiago                 | 18       | 54  | 127 | 42.52%     |

#### Porcentaje de tiros libres
| Pos. | Jugador        | Equipo                             | Partidos | TLA | TLI | Porcentaje |
| ---- | -------------- | ---------------------------------- | -------- | --- | --- | ---------- |
| 1    | Gerardo Suero  | Indios de San Francisco de Macorís | 19       | 111 | 128 | 86.72%     |
| 2    | Juan Coronado  | Reales de La Vega                  | 14       | 58  | 67  | 86.57%     |
| 3    | Trey Gilder    | Cañeros del Este                   | 14       | 83  | 96  | 86.46%     |
| 4    | Maurice Carter | Huracanes del Atlántico            | 20       | 99  | 115 | 86.09%     |
| 5    | Manuel Guzmán  | Soles de Santo Domingo Este        | 20       | 97  | 116 | 83.62%     |

### Premios
- Jugador Más Valioso:

-  Gerardo Suero, Indios de San Francisco de Macorís

- Jugador Defensivo del Año:

-  Juan Miguel Suero, Indios de San Francisco de Macorís

- Sexto Hombre del Año:

-  Héctor Maldonado, Soles de Santo Domingo Este

- Novato del Año:

-  Ángel Núñez, Metros de Santiago

- Dirigente del Año:

-  Julio César Javier, Cañeros del Este

#### Jugadores de la Semana
| Semana                    | Circuito Norte                                               | Circuito Sureste                                     | Ref.   |
| ------------------------- | ------------------------------------------------------------ | ---------------------------------------------------- | ------ |
| 24 de mayo al 4 de junio  | Gerardo Suero (Indios de San Francisco de Macorís) (1/3)     | Edward Santana (Titanes del Distrito Nacional) (1/1) | [ 5 ]  |
| 5 al 11 de junio          | Gerardo Suero (Indios de San Francisco de Macorís) (2/3)     | Jonathan Araujo (Leones de Santo Domingo) (1/1)      | [ 6 ]  |
| 12 al 18 de junio         | Juan Miguel Suero (Indios de San Francisco de Macorís) (1/1) | Austin Freeman (Cañeros del Este) (1/1)              | [ 7 ]  |
| 19 al 25 de junio         | Ollie Bailey (Reales de La Vega) (1/1)                       | Trey Gilder (Cañeros del Este) (1/3)                 | [ 8 ]  |
| 26 de junio al 2 de julio | Adris de León (Metros de Santiago) (1/1)                     | Trey Gilder (Cañeros del Este) (2/3)                 | [ 9 ]  |
| 3 al 9 de julio           | Gerardo Suero (Indios de San Francisco de Macorís) (3/3)     | Trey Gilder (Cañeros del Este) (3/3)                 | [ 10 ] |

## Playoffs

### Round Robin
Por segunda temporada seguida, la liga establece el nuevo formato de competición aplicando el sistema de todos contra todos (round robin) en la fase semifinal de la liga, sustituyendo el formato de eliminación directa. Para el round robin clasifican los tres mejores equipos de cada circuito donde se disputa un máximo de 24 partidos (8 por cada equipo; 12 por circuito), los dos equipos con el mejor balance de cada circuito avanza a la serie final para allí definir el campeón de la liga. Este formato es el utilizado por la Liga de Béisbol Profesional de la República Dominicana.

#### Clasificaciones
| Circuito Norte | Circuito Norte                     | Circuito Norte | Circuito Norte | Circuito Norte | Circuito Norte | Circuito Norte | Circuito Norte | Circuito Norte | Circuito Norte |
| Pos.           | Equipo                             | PJ             | G              | P              | %              | PD             | Casa           | Fuera          | Pts            |
| -------------- | ---------------------------------- | -------------- | -------------- | -------------- | -------------- | -------------- | -------------- | -------------- | -------------- |
| 1              | Metros de Santiago                 | 6              | 5              | 1              | .833           | -              | 2-1            | 3-0            | 11             |
| 2              | Huracanes del Atlántico            | 6              | 2              | 4              | .333           | 3              | 2-1            | 0-3            | 8              |
| 3              | Indios de San Francisco de Macorís | 6              | 2              | 4              | .333           | 3              | 1-2            | 1-2            | 8              |

| Circuito Sureste | Circuito Sureste              | Circuito Sureste | Circuito Sureste | Circuito Sureste | Circuito Sureste | Circuito Sureste | Circuito Sureste | Circuito Sureste | Circuito Sureste |
| Pos.             | Equipo                        | PJ               | G                | P                | %                | PD               | Casa             | Fuera            | Pts              |
| ---------------- | ----------------------------- | ---------------- | ---------------- | ---------------- | ---------------- | ---------------- | ---------------- | ---------------- | ---------------- |
| 1                | Leones de Santo Domingo       | 8                | 5                | 3                | .625             | -                | 3-1              | 2-2              | 13               |
| 2                | Titanes del Distrito Nacional | 8                | 4                | 4                | .500             | 1                | 2-2              | 2-2              | 12               |
| 3                | Cañeros del Este              | 8                | 3                | 5                | .375             | 2                | 1-3              | 2-2              | 11               |

|  | Campeón del Circuito y avanza a la Serie Final |

### Serie Final
| Partido | Fecha        | Local                   | Resultado     | Visitante               |
| ------- | ------------ | ----------------------- | ------------- | ----------------------- |
| 1       | 6 de agosto  | Metros de Santiago      | 103-91 (1-0)  | Leones de Santo Domingo |
| 2       | 9 de agosto  | Leones de Santo Domingo | 90-93 (2-0)   | Metros de Santiago      |
| 3       | 11 de agosto | Metros de Santiago      | 119-112 (3-0) | Leones de Santo Domingo |
| 4       | 13 de agosto | Leones de Santo Domingo | 98-91 (3-1)   | Metros de Santiago      |
| 5       | 16 de agosto | Metros de Santiago      | 94-87 (4-1)   | Leones de Santo Domingo |

| Campeón de la Liga Nacional de Baloncesto 2017 |
| ---------------------------------------------- |
| Metros de Santiago Quinto título               |

| Jugador Más Valioso de la Serie Final |
| ------------------------------------- |
| Robert Glenn, Metros de Santiago      |